# St.-Nepomuk-Statue (Aura an der Saale)

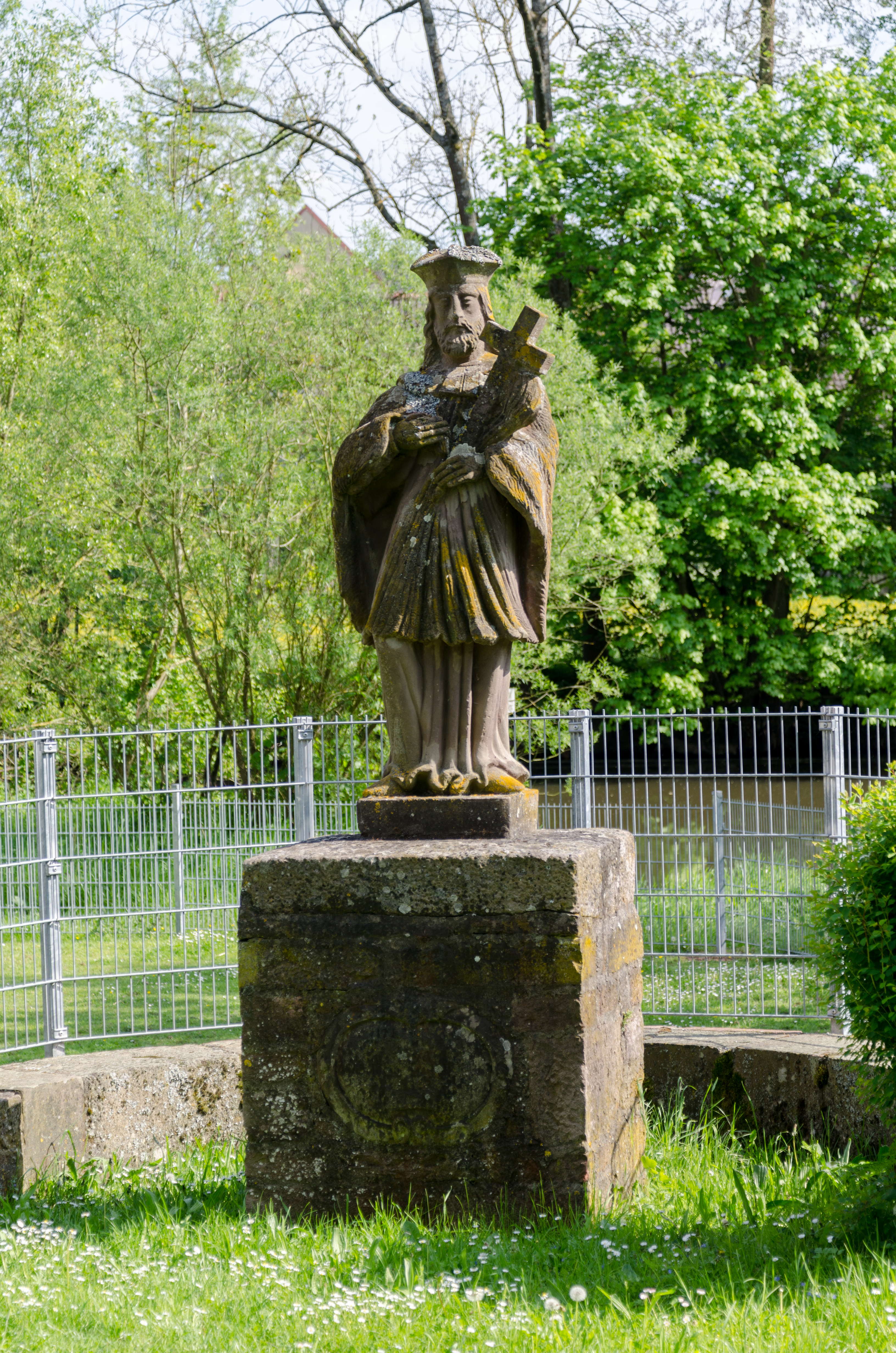
St.-Nepomuk-Statue in Aura an der Saale.

Die St.-Nepomuk-Statue befindet sich in der Gemeinde Aura an der Saale im unterfränkischen Landkreis Bad Kissingen und steht am Schafhof. Sie gehört zu den Baudenkmälern von Aura an der Saale und ist unter der Nummer D-6-72-111-12 in der Bayerischen Denkmalliste registriert.

## Beschreibung
Die Statue besteht aus rotem Sandstein und entstand im Jahr 1712.
Die Statue hat eine Gesamthöhe von 400 cm. Der Sockel hat die Maße 117 cm × 95 cm × 99 cm. Am Sockel befindet sich folgende Inschrift:

„ST. JOH. NEPOMUCENUS OB SIGILLUM [CONF]ESSIONIS INTEGRE SERVATUM IN MULDAVIAM FLUMEN PRAECIPITATUS
(„Der heilige Johannes Nepomuk, wegen des unversehrt bewahrten Beichtsiegels in den Moldaufluss gestürzt.“)

GOTT ZU EHREN HAT CASPAR KÜHNLEIN DIESES ANHERO SETZEN LASSEN.“

Die Statue stand früher auf der Brücke über die Fränkische Saale. Die Brücke wurde in der Zwischenzeit erneuert. Dort wurde die Nepomuk-Statue durch eine Statue des hl. Georg ersetzt.